# Consegna dell'anello al Doge
Consegna dell'anello al Doge è un dipinto del pittore veneto Paris Bordon, firmato ma non datato, secondo alcuni studiosi realizzato nel 1534 circa, secondo altri posteriore di una decina di anni o poco meno, oggi conservato nelle Gallerie dell'Accademia a Venezia.

## Storia
L'opera, che originariamente era nella sala dell'Albergo della Scuola Grande di San Marco,  tra la "Burrasca di mare"  di Jacopo Palma il Vecchio e "San Marco risana Aniano" di Giovanni Mansueti, è da collegarsi con la delibera della Scuola del 12 gennaio 1534 di eseguire "uno o doi teleri" per la suddetta sala,  in seguito alla quale fu bandito un concorso pubblico (pare vi partecipasse, tra altri artisti noti, anche il Pordenone), che si concluse con l’assegnazione del lavoro al Bordon. La tela fu rimossa durante la dominazione francese susseguente alla caduta della Repubblica di Venezia e spedita a Parigi nel 1797. Con la restaurazione post-napoleonica del 1815, l’opera rientrò a Venezia e fu destinata alle Gallerie dell’Accademia nel 1829.. 
Il dipinto è considerato la miglior opera dell'artista ed è uno dei primi esempi di elaborate costruzioni architettoniche e decorative che erano ancora insolite per l'arte veneziana del tempo.

## Descrizione e stile

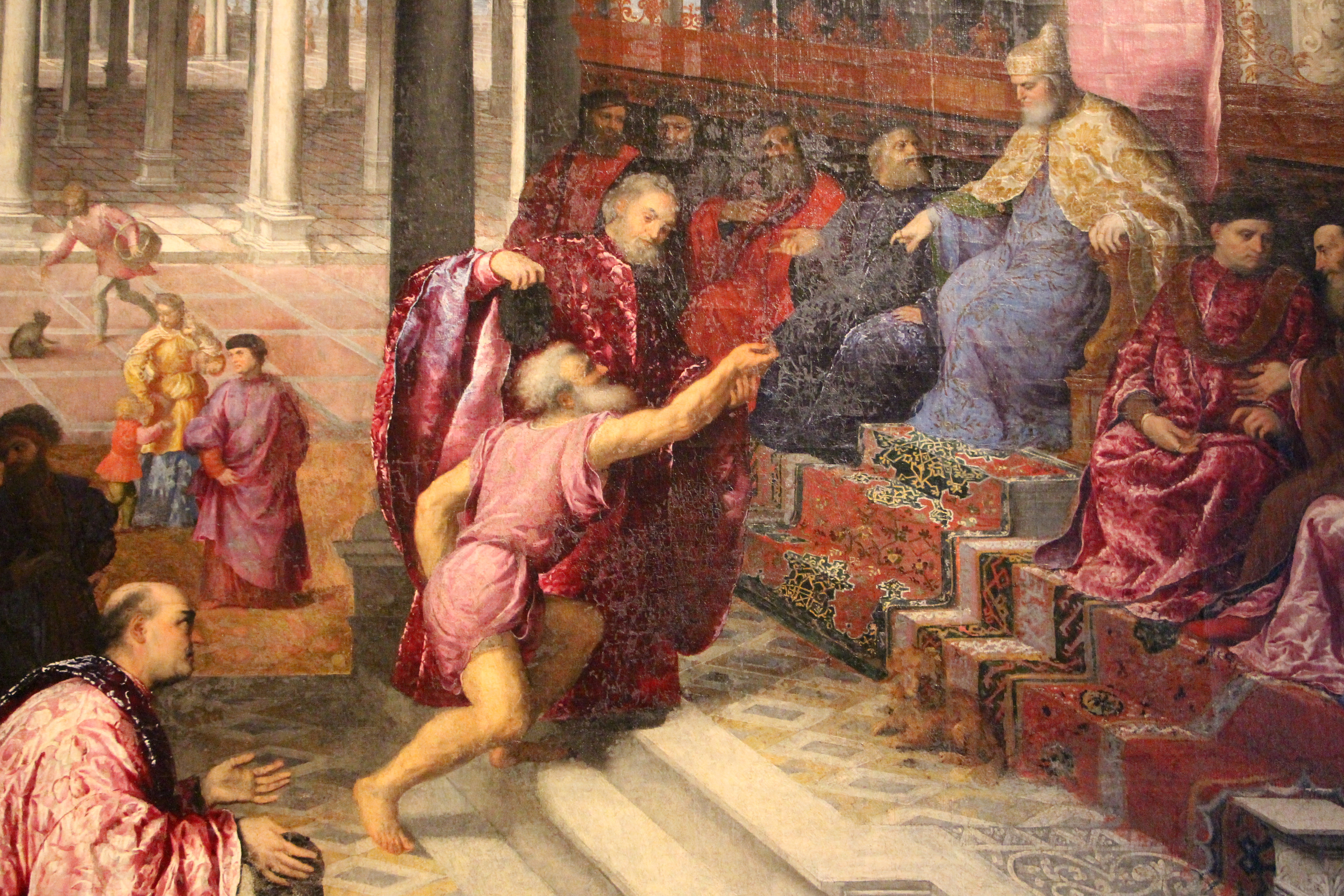
Dettaglio.

Il dipinto rievoca la miracolosa vicenda del salvataggio di Venezia ad opera dei santi Marco, Nicola e Giorgio, altresì conosciuta come la "leggenda del pescatore", nata in seguito ad un pauroso nubifragio che investì Venezia una notte di febbraio del 1341 o 1342. Secondo tale leggenda, quella notte i tre santi furono traghettati alla bocca di porto del Lido da un vecchio pescatore, ignaro della loro identità, per placare la burrasca scatenata da una nave demoniaca che veleggiava verso Venezia con l’intenzione di sommergerla sotto le acque e che, invece, subì essa stessa quella sorte quando i santi fecero il segno della croce. Una volta che la nave infernale con la sua ciurma di demoni fu inghiottita da un vortice di acqua, tornò il sereno e i santi svelarono la loro identità all'attonito pescatore. San Marco poi gli consegnò il proprio anello, incaricandolo di portarlo al doge il mattino seguente a testimonianza del miracolo a cui aveva assistito. Quando il doge ricevette l’anello, riconobbe stupefatto che era lo stesso custodito nel Tesoro della Basilica di san Marco e per tale motivo risultava impossibile che potesse essere stato da lì trafugato dal pescatore, che fu quindi creduto da tutti.
Nella tela di Bordon, nella quale il sapiente impiego di colori dai toni freddi e luminosi denotano subito la sua qualità di esperto colorista, vediamo l’epilogo della prodigiosa vicenda, con il pescatore che sale timoroso i gradini del trono, porgendo l’anello al doge, attorno al quale stanno i senatori, mentre a sinistra si notano il Guardian Grande della Scuola di San Marco e un gruppo di confratelli. L’episodio è ambientato in una loggia monumentale e il palazzo sullo sfondo è allusivo a Palazzo Ducale, ma l’unico elemento architettonico realistico che vi si riconosce è il campanile della chiesa della Madonna dell'Orto eretto nel 1503 (che il Bordon ben conosceva, dato che risiedeva nei pressi). La complessa scenografia architettonica dell'opera, che si sviluppa in profondità attraverso una articolata successione di piani, è ispirata agli schemi della prospettiva teatrale indicati da Sebastiano Serlio nel suo trattato I Sette libri dell'architettura. In particolare, la costruzione della scala è presa direttamente in prestito dal Libro II del Serlio. A destra della tela, sul pilastrino angolare del basamento appare la firma del pittore: O/ PARI DIS/ BORDONO
Il doge all’epoca in cui la tradizione colloca la vicenda (1341 o 1342) era Bartolomeo Gradenigo, ma il Bordon nel dipinto lo raffigura nelle sembianze del doge Andrea Gritti, suo contemporaneo,  per rendere omaggio, mediante l'elaborata ambientazione architettonica, alla renovatio urbis, l’ambizioso programma edilizio da questi promosso,  ma anche con lo scopo, essendo Gritti l’eroe che nel 1509, dopo la sconfitta subita dai veneziani ad Agnadello, riconquistò e difese Padova dagli eserciti della Lega di Cambrai, di esaltarne la figura di salvator patriae per volere divino.
Nonostante la delibera della Scuola di san Marco per la realizzazione di due teleri per la sala dell’Albergo sia del 1534, il dipinto del Bordon, ricordato con toni entusiastici dal Vasari, viene considerato dagli studiosi moderni non eseguito prima del 1545, perché solo quell’anno fu pubblicato a Parigi il Libro II del Serlio a cui, come detto, si ispira nella scenografia architettonica ed anche perché, accanto all'influsso di Tiziano, è evidente l’adesione del Bordon allo stile degli artisti manieristi toscani presenti in laguna in quegli anni, a partire dall’architetto e scultore fiorentino Jacopo Sansovino. 
Nella stessa sala delle Gallerie dell’Accademia dove è oggi esposta la Consegna dell’Anello,  si trova anche l’opera che l’affiancava nella sala dell’Albergo della Scuola di San Marco, cioè, la "Burrasca di mare", che raffigura l’episodio dello scontro tra la barchetta del pescatore con i tre santi a bordo e la nave demoniaca, antecedente alla consegna dell’anello. Questo dipinto della burrasca è sicuramente opera di Jacopo Palma il Vecchio, ma esso dovette rimanere inconcluso o danneggiato dopo la sua esecuzione, poiché appare evidente un grande inserto a destra con la barca del pescatore e i tre santi, concordemente attribuito allo stesso Paris Bordon. 
La consegna dell'anello al doge è anche raffigurata in un arazzo cinquecentesco, commissionato dal doge Francesco Donà nel 1530 all'arazziere fiammingo Jan Rost, tuttora custodito nel Museo Marciano, a cui, forse, potrebbe essersi ispirato il Bordon.